# Diócesis de Diamantino
La diócesis de Diamantino (en latín: Dioecesis Adamanteae y en portugués: Diocese de Diamantino) es una circunscripción eclesiástica latina de la Iglesia católica en Brasil, sufragánea de la arquidiócesis de Cuiabá. La diócesis tiene al obispo Vital Chitolina, S.C.I. como su ordinario desde el 28 de diciembre de 2011. 

## Territorio y organización

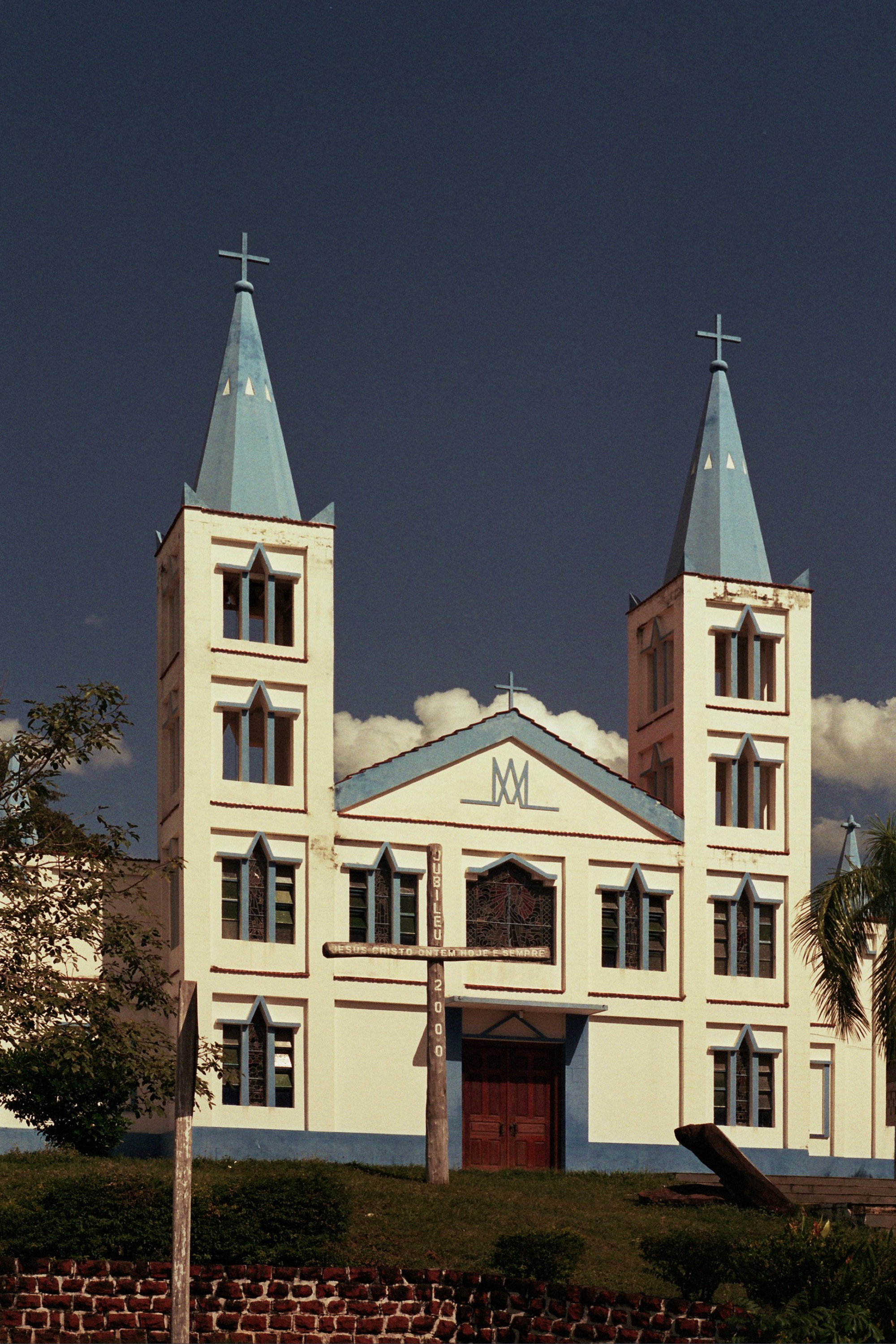
Antigua Catedral de la Inmaculada Concepción

La diócesis tiene 107 498 km² y extiende su jurisdicción sobre los fieles católicos de rito latino residentes en 18 municipios del estado de Mato Grosso: Diamantino, Alto Paraguai, Arenápolis, Campo Novo do Parecis, Denise, Ipiranga do Norte, Itanhangá, Lucas do Rio Verde, Nortelândia, Nova Marilândia, Nova Maringá, Nova Mutum, Santo Afonso, São José do Rio Claro, Sapezal, Tangará da Serra, Tapurah y Santa Rita do Trivelato.
La sede de la diócesis se encuentra en la ciudad de Diamantino, en donde se halla la Catedral de la Inmaculada Concepción que reemplazó a la antigua catedral del mismo nombre.
En 2019 en la diócesis existían 31 parroquias.

## Historia
La primera parroquia de Diamantino fue creada en 1811. En 1872 fue asesinado el párroco Domingos Tanganelli en el interior de la iglesia por defender la abolición de la esclavitud, por lo que la parroquia quedó sin sacerdotes residentes hasta 1930.
La prelatura territorial de Diamantino fue erigida el 22 de marzo de 1929 con la bula Cura universae Ecclesiae del papa Pío XI, obteniendo el territorio de la arquidiócesis de Cuiabá. Fue confiada a la Compañía de Jesús. La inauguración de la diócesis tuvo lugar el 21 de diciembre de 1930.
El 16 de octubre de 1979 la prelatura territorial fue elevada a diócesis con la bula Cum prelaturae del papa Juan Pablo II.
El 6 de febrero de 1982 cedió una porción de su territorio para la erección de la diócesis de Sinop mediante la bula Quo aptius spirituali del papa Juan Pablo II.
El 23 de diciembre de 1997 cedió otra porción de su territorio para la erección de la diócesis de Juína mediante la bula Ad plenius consulendum del papa Juan Pablo II.

## Estadísticas
De acuerdo al Anuario Pontificio 2020 la diócesis tenía a fines de 2019 un total de 301 000 fieles bautizados.
| Año                                                                             | Población            | Población | Población      | Sacerdotes | Sacerdotes    | Sacerdotes    | Bautizados por sacerdote | Diáconos permanentes | Religiosos | Religiosos | Parroquias |
| Año                                                                             | Bautizados católicos | Total     | % de católicos | Total      | Clero secular | Clero regular | Bautizados por sacerdote | Diáconos permanentes | Varones    | Mujeres    | Parroquias |
| ------------------------------------------------------------------------------- | -------------------- | --------- | -------------- | ---------- | ------------- | ------------- | ------------------------ | -------------------- | ---------- | ---------- | ---------- |
| 1966                                                                            | 980                  | 50 000    | 2.0            | 21         | 3             | 18            | 46                       |                      | 35         | 30         | 7          |
| 1970                                                                            | 58 000               | 60 000    | 96.7           | 51         | 27            | 24            | 1137                     |                      | 36         | 24         | 7          |
| 1976                                                                            | 140 000              | 160 000   | 87.5           | 26         | 3             | 23            | 5384                     | 2                    | 34         | 50         | 16         |
| 1980                                                                            | 80 300               | 99 900    | 80.4           | 31         | 5             | 26            | 2590                     |                      | 37         | 69         | 20         |
| 1990                                                                            | 177 000              | 190 000   | 93.2           | 24         | 4             | 20            | 7375                     | 1                    | 21         | 43         | 13         |
| 1999                                                                            | 206 000              | 258 000   | 79.8           | 19         | 2             | 17            | 10 842                   |                      | 21         | 32         | 12         |
| 2000                                                                            | 207 200              | 259 500   | 79.8           | 17         | 2             | 15            | 12 188                   |                      | 23         | 31         | 13         |
| 2001                                                                            | 206 492              | 258 600   | 79.8           | 24         | 6             | 18            | 8603                     |                      | 22         | 27         | 13         |
| 2002                                                                            | 162 415              | 223 098   | 72.8           | 21         | 5             | 16            | 7734                     |                      | 16         | 32         | 13         |
| 2003                                                                            | 166 800              | 229 604   | 72.6           | 20         | 6             | 14            | 8340                     |                      | 14         | 35         | 13         |
| 2004                                                                            | 177 188              | 248 587   | 71.3           | 21         | 6             | 15            | 8437                     |                      | 29         | 36         | 13         |
| 2006                                                                            | 188 434              | 269 192   | 70.0           | 22         | 7             | 15            | 8565                     |                      | 22         | 24         | 13         |
| 2013                                                                            | 235 000              | 323 000   | 72.8           | 26         | 10            | 16            | 9038                     |                      | 26         | 39         | 13         |
| 2016                                                                            | 238 902              | 376 998   | 63.4           | 33         | 16            | 17            | 7239                     |                      | 23         | 37         | 17         |
| 2019                                                                            | 301 000              | 427 094   | 70.5           | 31         | 15            | 16            | 9709                     | 1                    | 26         | 30         | 31         |
| Fuente: Catholic-Hierarchy, que a su vez toma los datos del Anuario Pontificio. |                      |           |                |            |               |               |                          |                      |            |            |            |

## Episcopologio
- Sede vacante (1929-1955)

- Alonso Silveira de Mello, S.I. † (13 de junio de 1955-29 de noviembre de 1971 renunció)[7]
- Henrique Froehlich, S.I. † (29 de noviembre de 1971-25 de marzo de 1982 nombrado obispo de Sinop)
- Agostinho Willy Kist, S.I. † (15 de noviembre de 1982-26 de agosto de 1998 retirado)
- Canísio Klaus (26 de agosto de 1998 por sucesión-19 de mayo de 2010 nombrado obispo de Santa Cruz do Sul)
- Vital Chitolina, S.C.I., desde el 28 de diciembre de 2011